# 페드루 피샤르두
페드루 파블루 피샤르두 페랄타(포르투갈어: Pedro Pablo Pichardo Peralta, 스페인어: Pedro Pablo Pichardo Peralta 페드로 파블로 피차르도 페랄타[*], 1993년 6월 30일~)는 쿠바 태생 포르투갈의 육상 선수로 주 종목은 세단뛰기이다. 2020년 하계 올림픽 남자 세단뛰기 종목에서 금메달을 획득했다. 출생국인 쿠바 국가대표 선수로 뛰다가 2017년에 포르투갈로 망명한 후 귀화했으며, 2019년부터 포르투갈 국가대표로 활동하기 시작했다.

## 같이 보기
- 올림픽 포르투갈 선수단